# 페이스 힐
페이스 힐(Faith Hill, 1967년 9월 21일 ~ )은 미국의 컨트리 가수이다. 전 세계적으로 앨범 4000만 판을 판매한 전 세계적으로 가장 성공한 컨트리 가수 중 한 명이다. 그래미상 5회, 아메리칸 뮤직 어워드 6회, 컨트리 아카데미 뮤직 어워드 15회 수상자이다.
1998년 초 발매된 싱글 "This Kiss"를 통해 처음으로 국제적인 명성을 얻었으며, 곡이 포함된 4집 앨범 Breathe는 역대 가장 많이 판매된 컨트리 앨범이 되었다. 이어 발매된 싱글 "Breathe" 역시 성공 하면서 빌보드 연간 싱글 차트 1위를 하는 등 큰 성과를 보였다. 결과적으로 앨범 Breathe를 통해서만 3개의 그래미상을 거머쥐었다. 2001년 영화 《진주만》의 OST "There You'll Be" 역시 세계적으로 많은 사랑을 받으면서 그녀의 유럽 시장 최다 판매 싱글이 되었다.

## 음반 목록
- Take Me as I Am (1993)
- It Matters to Me (1995)
- Faith (1998)
- Breathe (1999)
- Cry (2002)
- Fireflies (2005)
- Joy to the World (2008)
- The Rest of Our Life (2017; 남편 팀 맥그로와 함께)